# Giải Tinh thần độc lập cho phim ngoại ngữ hay nhất
Giải Tinh thần độc lập cho phim ngoại ngữ hay nhất là một trong các giải Tinh thần độc lập được trao hàng năm cho phim không nói tiếng Anh, được bầu chọn là hay nhất. Giải này được lập từ năm 2000.

## Các phim đoạt giải & được đề cử
- 2000: Dancer in the Dark • Đan Mạch
  - Fa yeung nin wa (In the Mood for Love) • Pháp/Hồng Kông
  - Malli • Ấn Độ
  - The War Zone • Vương quốc Anh
  - Zamani barayé masti asbha (A Time for Drunken Horses) • Iran
- 2001: Le fabuleux destin d'Amélie Poulain (Amélie) • Pháp
  - Amores perros (Love's a Bitch) • México
  - Lumumba • Bỉ/Pháp/Đức/Haiti
  - Sexy Beast • Tây Ban Nha/Anh
  - Tillsammans (Together) • Đan Mạch/Ý/Thụy Điển
- 2002: Y tu mamá también (And Your Mother Too) • México
  - Atanarjuat (The Fast Runner) • Canada
  - Bloody Sunday • Ireland
  - L'emploi du temps (Time Out) • Pháp
  - La pianiste (The Piano Teacher) • Pháp
- 2003: Whale Rider • New Zealand
  - Cidade de Deus (City of God) • Brasil
  - Lilja 4-ever (Lilya 4-ever) • Đan Mạch
  - The Magdalene Sisters • Anh/Ireland
  - Les triplettes de Belleville (The Triplets of Belleville) • Pháp
- 2004: Mar adentro (The Sea Inside) • Tây Ban Nha
  - Feux rouges (Red Lights) • Pháp
  - La mala educación (Bad Education) • Tây Ban Nha
  - Oasis • Hàn Quốc
  - Yesterday • Nam Phi
- 2005: Paradise Now • Palestine/Hà Lan/Đức/Pháp
  - Gegen die Wand (Head-On) • Đức/Thổ Nhĩ Kỳ
  - Moartea domnului Lazarescu (The Death of Mr. Lazarescu) • România
  - Temporada de patos (Duck Season) • México
  - Tony Takitani • Nhật Bản
- 2006: Das Leben der Anderen (The Lives of Others) • Đức
  - A fost sau n-a fost? (12:08 East of Bucharest) • România
  - Crónica de una fuga (Chronicle of an Escape) • Argentina
  - Indigènes (Days of Glory) • Pháp/Maroc/Algérie/Bỉ
  - Ang Pagdadalaga ni Maximo Oliveros (The Blossoming of Maximo Oliveros) • Philippines
- 2007: Once • Ireland
  - 4 luni, 3 săptămâni şi 2 zile (4 Months, 3 Weeks and 2 Days) • România
  - Bikur Ha-Tizmoret (The Band's Visit) • Pháp/Israel/Hoa Kỳ
  - Lady Chatterley • Bỉ/Pháp/Anh
  - Persepolis • Pháp/Hoa Kỳ
- 2008: Entre les murs (The Class) • Pháp
  - Gomorra • Ý
  - Hunger • Ireland/Anh
  - La graine et le mulet (The Secret of the Grain) • Pháp
  - Stellet licht (Silent Light) • Pháp/Đức/Hà Lan/México